# 畫中仙
《畫中仙》是一套1987年香港古裝奇幻片，由洪金寶監製，午馬導演兼演出，元彪、王祖賢、吳啟華和李美鳳等主演。

## 劇情
拾兒（元彪 飾）是個從小被道士燕赤霞（午馬 飾）收養的孤兒，在一次捕殺惡鬼（元華 飾）時無意燒燬了書生崔鴻漸（吳啟華 飾）的居所，崔只得與拾兒和燕同住。一日，崔遇見美麗女鬼莫愁（王祖賢 飾），對她心生愛意的崔畫下莫愁的肖像。莫愁其實是因鬼王九尾狐（李美鳳 飾）在她新婚之日搶親而墜崖身亡，為了躱避鬼王的追捕，莫愁將自己藏身畫中。

## 人物角色
- 元彪 飾 拾兒
- 王祖賢 飾 莫愁
- 吳啟華 飾 崔鴻漸
- 午馬 飾 燕赤霞
- 李美鳳 飾 鬼王九尾狐
- 薛芷倫 飾 小霜
- 羅美薇 飾 小玉
- 林威 飾 拾兒之生父無名劍士
- 元華 飾 惡鬼

## 電影歌曲
| 曲別 | 歌名         | 演唱者 | 作曲 | 作詞 |
| 插曲 | 〈洗白白〉   | 黃霑   | 黃霑 | 黃霑 |
| 插曲 | 〈情為何物〉 | 黃霑   | 黃霑 | 黃霑 |
| 插曲 | 〈像夢如幻〉 | 梅艷芳 | 黃霑 | 黃霑 |

## 外部連結
- 香港影庫上《畫中仙》的資料（繁體中文）
- 互联网电影数据库（IMDb）上《畫中仙》的资料（英文）
- AllMovie上《畫中仙》的资料（英文）
- 爛番茄上《畫中仙》的資料（英文）
- 開眼電影網上《畫中仙》的資料（繁體中文）